# Чон Хэ Ин
Чон Хэ Ин (кор. 정해인?, 丁海寅?; род. 1 апреля 1988, Сеул) — южнокорейский актёр. Дебютировал в музыкальном клипе AOA Black на песню «MOYA». Получил признание снявшись в главной роли в телесериале «Пока ты спишь» (2017). Снимался в популярных телесериалах, таких как «Правила игры» (2017—2018), «Красивая сестра, которая покупает мне еду» (2018), «Весенняя ночь» (2019), «Подснежник» (2021—2022) и «Охотник за дезертирами» (2021—2023). Лауреат нескольких престижных корейских премий в области кино и телевидения: «Большой колокол», «Пэксан», лауреат телепремии «Голубой дракон» и двукратный лауреат кинопремии «Голубой дракон».

## Биография
Родился 1 апреля 1988 года в Сеуле. В возрасте 26 лет дебютировал, снявшись в музыкальном клипе гёрл-группы AOA Black на песню «MOYA». В феврале 2014 года появился в телесериале «Невеста столетия», а в августе в историческом телесериале «Три мушкетёра». В ноябре вышел на экраны фильм «Молодёжь».
В декабре 2016 года его игра в телесериале «Вот так и живём» была отмечена премией SBS Drama Awards в категории «New Star Award». В это же время сыграл роль в телесериале «Гоблин».
В январе 2017 года исполнил роль в телесериале «Пока ты спишь». В ноябре появляется в телесериале «Правила игры».
В начале 2018 года был анонсирован телесериал «Красивая нуна, которая покупает мне еду». В марте он выходит на экраны. В мае Чон становится лауреатом премии «Пэксан» в категории «Самый популярный актёр». В октябре получает награду за популярность на The Seoul Awards. В ноябре на Asia Artist Awards получает сразу три награды — «Actors of the Year», «Asia Trend» и «Best Emotive».
В 2019 году принял участие в съёмках фильма «Зажигание», сыграв одну из главных ролей. В марте того же года появляется в главной роли в телесериале «Весенняя ночь». За игру в нём был отмечен в декабре 2019 года на MBC Drama Awards.
В 2020 году снялся в телесериалах «Часть твоего разума» и «Подснежник». В 2021 году сыграл одну из главных ролей в сериале «Охотник за дезертирами» производства Netflix.
В 2022 году исполнил главную роль в телесериале «Соединение» производства Disney+. В 2024 исполнит главную роль в романтическом телесериале «Любовь по соседству» от tvN.

## Личная жизнь
Является потомком корейского философа эпохи Чосон Чон Яг Ёна. Учился актёрскому мастерству в Университете Пхёнтхэк.
Военную службу прошёл в 21 год. После её окончания подписал контракт с FNC Entertainment

## Фильмография

### Телесериалы
| Год     | Название                            | Роль            | Телеканал              | Примечание       |
| ------- | ----------------------------------- | --------------- | ---------------------- | ---------------- |
| 2014    | Невеста столетия                    | Чхвэ Кан Мин    | TV Chosun              | [ 23 ]           |
| 2014    | Три мушкетёра                       | Ан Мин Со       | tvN                    |                  |
| 2015    | Кровь                               | Джу Хён У       | KBS                    | [ 24 ]           |
| 2015    | Ответ в 1988                        | Ким Бо Ён       | tvN                    | камео (сер. 13)  |
| 2016    | Вот так и живем                     | Ю Сэ Джун       | SBS                    | [ 26 ]           |
| 2016    | Гоблин                              | Чхвэ Тэ Хи      | tvN                    | камео (сер. 7-8) |
| 2016–17 | Ночной свет                         | Так             | MBC                    | [ 28 ]           |
| 2017    | Пока ты спишь                       | Хан У Так       | SBS                    | [ 29 ]           |
| 2017–18 | Мудрая жизнь в тюрьме               | Капитан Ю Чон У | tvN                    |                  |
| 2018    | Красивая нуна, что покупает мне еду | Со Джун Хи      | JTBC                   | [ 9 ]            |
| 2019    | Весенняя ночь                       | Ю Джи Хо        | MBC TV                 | [ 15 ]           |
| 2020    | Часть твоего разума                 | Мун Ха Вон      | tvN                    | [ 17 ]           |
| 2021–22 | Подснежник                          | Лим Су Хо       | JTBC, Disney+          | [ 18 ]           |
| 2021–23 | Преследование дезертиров            | Ан Джун Хо      | Climax Studio Shotcake | 1-2 сезоны       |
| 2022    | Соединение                          | Ха Дон Су       | Disney+                | [ 31 ]           |
| 2024    | Любовь по соседству                 | Чхвэ Сын Хё     | tvN                    | [ 32 ]           |

### Фильмы
| Год  | Название                        | Роль                 | Кинокомпания                   | Примечание             |
| ---- | ------------------------------- | -------------------- | ------------------------------ | ---------------------- |
| 2014 | Молодежь                        | Пак Ман Джэ          | Invent Stone Sangeori Pictures | главная роль           |
| 2015 | Салют любви                     | молодой Ким Сун Чиль | CJ Entertainment Big Picture   | [ 34 ]                 |
| 2016 | Луна Сеула                      | Джи Пён              | MBC                            | Короткометражный фильм |
| 2017 | Государев дневник расследований | Хык Вун              | CJ Entertainment               | [ 36 ]                 |
| 2017 | Заговор - Эпоха бунта           | Ким Хо               | Storm Pictures                 | [ 37 ]                 |
| 2018 | Хын Бу                          | Король Хончон        | Gung Film Poduction            | [ 38 ]                 |
| 2019 | Музыкальный альбом              | Чха Хён У            | Movie Rock                     | [ 39 ]                 |
| 2019 | Старт-ап                        | У Сан Пхиль          | Filmmaker R&K                  | [ 40 ]                 |
| 2020 | P1H: Начало Нового мира         | Хан                  |                                | Камео                  |
| 2021 | Без рамок                       | Пак Чхэ Ён           | Watcha                         | Короткометражный фильм |
| 2023 | Сеульская весна                 | О Джин Хо            | Hive Media Corp.               | Камео                  |
| 2024 | Ветеран 2                       | Пак Сон У            | Filmmaker R&K                  | [ 44 ]                 |

## Награды и номинации
| Награда                        | Год  | Категория                                                                          | Название работы                     | Результат | Ист.          |
| ------------------------------ | ---- | ---------------------------------------------------------------------------------- | ----------------------------------- | --------- | ------------- |
| Кинопремия «Большой колокол»   | 2020 | Лучший новый актёр                                                                 | Музыкальный альбом                  | Победа    | [ 45 ]        |
| Кинопремия «Большой колокол»   | 2023 | Лучший актёр в сериале                                                             | Охотник за дезертирами              | Номинация | [ 45 ]        |
| Кинопремия «Голубой дракон»    | 2019 | Лучший новый актёр                                                                 | Музыкальный альбом                  | Номинация | [ 46 ]        |
| Кинопремия «Голубой дракон»    | 2024 | Лучшая мужская роль второго плана                                                  | Ветеран 2                           | Победа    | [ 47 ]        |
| Кинопремия «Голубой дракон»    | 2024 | Награда «Популярная звезда»                                                        | Ветеран 2                           | Победа    | [ 47 ]        |
| Телепремия «Голубой дракон»    | 2022 | Лучшая мужская роль                                                                | Охотник за дезертирами              | Номинация | [ 47 ]        |
| Телепремия «Голубой дракон»    | 2022 | Награда за популярность                                                            | Охотник за дезертирами              | Победа    | [ 48 ]        |
| Премия «Пэксан»                | 2018 | Самый популярный актёр                                                             | Правила игры                        | Победа    | [ 48 ]        |
| Премия «Пэксан»                | 2020 | Лучшая дебютная мужская роль — кино                                                | Музыкальный альбом                  | Номинация | [ 49 ]        |
| Премия «Пэксан»                | 2022 | Лучший актёр — телевидение                                                         | Охотник за дезертирами              | Номинация | [ 50 ]        |
| Премия «Пэксан»                | 2025 | Лучшая мужская роль второго плана — кино                                           | Ветеран 2                           | Номинация | [ 51 ]        |
| Buil Film Awards               | 2020 | Лучший новый актёр                                                                 | Музыкальный альбом                  | Номинация | [ 52 ]        |
| Chunsa Film Art Awards         | 2020 | Лучший новый актёр                                                                 | Музыкальный альбом                  | Номинация | [ 53 ]        |
| APAN Star Awards               | 2018 | Награда за выдающееся мастерство — актёр в мини-сериале                            | Красивая нуна, что покупает мне еду | Победа    | [ 54 ]        |
| APAN Star Awards               | 2018 | Награда за популярность                                                            | Красивая нуна, что покупает мне еду | Победа    | [ 55 ]        |
| APAN Star Awards               | 2022 | Награда за выдающееся мастерство — актёр                                           | Охотник за дезертирами              | Победа    | [ 55 ]        |
| Asia Artist Awards             | 2018 | Артист года                                                                        | Чон Хэ Ин                           | Победа    | [ 56 ]        |
| Asia Artist Awards             | 2018 | Талант Азии                                                                        | Чон Хэ Ин                           | Победа    | [ 57 ]        |
| Asia Artist Awards             | 2018 | Лучшая эмоциональная игра                                                          | Чон Хэ Ин                           | Победа    | [ 58 ]        |
| Asia Artist Awards             | 2019 | Лучшая икона                                                                       | Чон Хэ Ин                           | Победа    | [ 59 ]        |
| Asia Artist Awards             | 2019 | AAA Potential (Actor)                                                              | Чон Хэ Ин                           | Победа    | [ 60 ]        |
| Asian Academy Creative Awards  | 2022 | Лучшая мужская роль                                                                | Охотник за дезертирами              | Победа    | [ 61 ]        |
| Cine 21 Awards                 | 2019 | Лучший новый актёр                                                                 | Музыкальный альбом                  | Победа    | [ 62 ]        |
| Director's Cut Awards          | 2022 | Лучший актёр в сериале                                                             | Охотник за дезертирами              | Номинация | [ 63 ]        |
| Director's Cut Awards          | 2024 | Лучший актёр в сериале                                                             | Охотник за дезертирами              | Номинация | [ 64 ]        |
| London East Asia Film Festival | 2019 | Награда за популярность                                                            | Музыкальный альбом                  | Победа    | [ 65 ]        |
| MBC Drama Awards               | 2019 | Дэсан (главный приз)                                                               | Весенняя ночь                       | Номинация | [ 66 ] [ 67 ] |
| MBC Drama Awards               | 2019 | Награда за выдающееся мастерство — актер в дораме, выходящей по средам и четвергам | Весенняя ночь                       | Победа    | [ 66 ] [ 67 ] |
| SBS Drama Awards               | 2016 | Восходящая звезда                                                                  | Вот так и живем                     | Победа    | [ 68 ]        |
| SBS Drama Awards               | 2017 | Награда за мастерство — актёр в дораме, выходящей по средам и четвергам            | Пока ты спишь                       | Номинация | [ 69 ]        |
| The Seoul Awards               | 2018 | Лучший новый актёр — драма                                                         | Красивая нуна, что покупает мне еду | Номинация | [ 70 ]        |
| The Seoul Awards               | 2018 | Награда за популярность — драма                                                    | Красивая нуна, что покупает мне еду | Победа    | [ 71 ]        |
| The Seoul Awards               | 2018 | Артист Халлю                                                                       | Красивая нуна, что покупает мне еду | Победа    | [ 72 ]        |

### Государственные награды
| Страна           | Год  | Награда                                           | Ист.   |
| ---------------- | ---- | ------------------------------------------------- | ------ |
| Республика Корея | 2019 | Благодарность министра культуры, спорта и туризма | [ 73 ] |

### Статьи
| Издатель          | Год  | Список                                                                    | Место   | Ист.   |
| ----------------- | ---- | ------------------------------------------------------------------------- | ------- | ------ |
| Forbes            | 2019 | 40 самых влиятельных корейских знаменитостей в сфере спорта и развлечений | 20-я    | [ 74 ] |
| Forbes            | 2020 | 40 самых влиятельных корейских знаменитостей в сфере спорта и развлечений | 18-я    | [ 75 ] |
| Музей мадам Тюссо | 2025 | Hot 100                                                                   | Включён | [ 76 ] |